# Фехтование на летних Олимпийских играх 1900

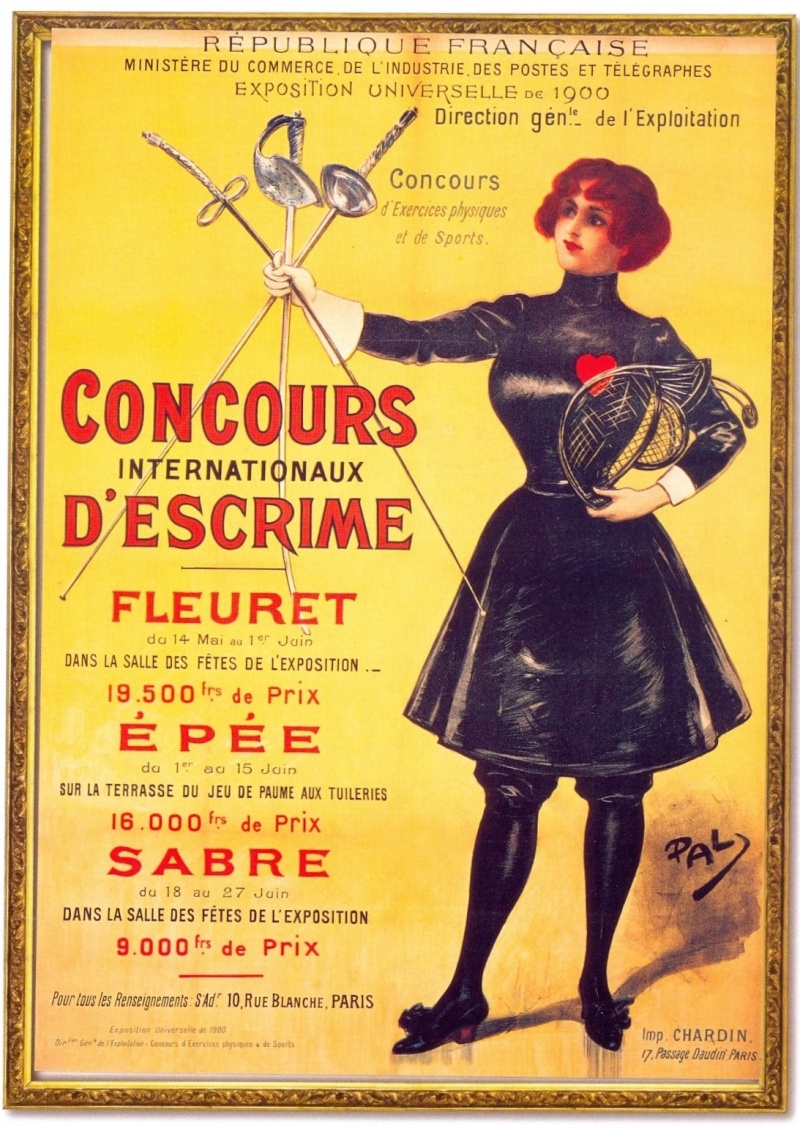
Афиша состязаний по фехтованию. 1900 г.

Соревнования по фехтованию на летних Олимпийских играх 1900 с середины мая по конец июля. Всего участвовали 276 спортсменов из 19 стран, и по количеству участников фехтование обошло лёгкую атлетику на этих Играх. Были разыграны семь комплектов медалей — три среди любителей, три среди маэстро и один для обоих классов спортсменов. Впервые прошли соревнования со шпагой.

## Медали

### Общий медальный зачёт
(Жирным выделено самое большое количество медалей в своей категории; принимающая страна также выделена)
| Общее количество медалей |         |        |         |        |       |
| Место                    | Страна  | Золото | Серебро | Бронза | Всего |
| 1                        | Франция | 5      | 5       | 5      | 15    |
| 2                        | Италия  | 1      | 1       | 0      | 2     |
| 2                        | Куба    | 1      | 1       | 0      | 2     |
| 4                        | Австрия | 0      | 0       | 2      | 2     |

### Медалисты
| Дисциплина                      | Золото                   | Серебро                  | Бронза                    |
| Шпага                           | Рамон Фонст Куба         | Луи Пере Франция         | Леон Се Франция           |
| Шпага среди маэстро             | Альбер Айя Франция       | Эмиль Буньоль Франция    | Анри Лоран Франция        |
| Шпага среди любителей и маэстро | Альбер Айя Франция       | Рамон Фонст Куба         | Леон Се Франция           |
| Рапира                          | Эмиль Кост Франция       | Анри Массон Франция      | Марсель Буланже Франция   |
| Рапира среди маэстро            | Люсьен Мериньяк Франция  | Альфонс Киршофер Франция | Жан Батист Мимьяг Франция |
| Сабля                           | Жорж де ла Фалез Франция | Леон Тибо Франция        | Зигфрид Флеш Австрия      |
| Сабля среди маэстро             | Антонио Конте Италия     | Итало Сантелли Италия    | Милан Нералич Австрия     |

## Страны

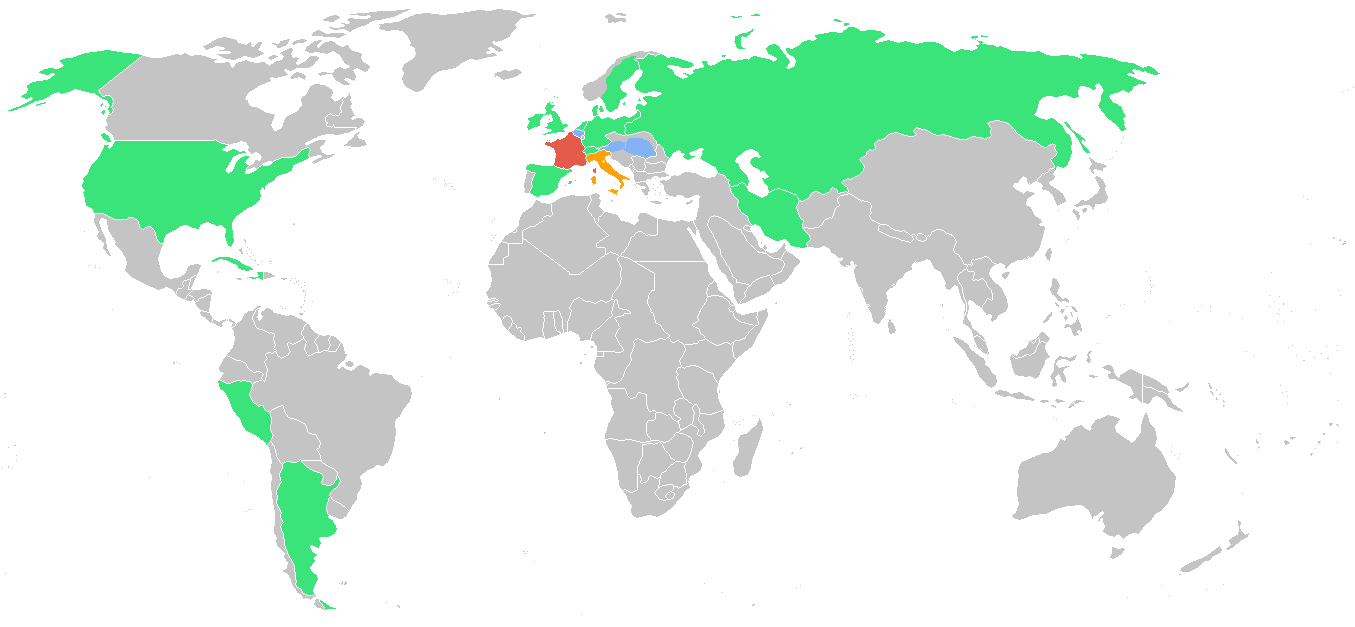
Участвующие страны в фехтовании:
— зелёный: менее 5 атлетов;
— голубой: 5-9 атлетов;
— оранжевый: 10-19 атлетов;
— красный: более 19 атлетов.

В соревнованиях приняло участие 270 спортсменов из 19 стран:

В скобках указано количество спортсменов
| - Австрия (9) - Аргентина (1) - Бельгия (5) - Великобритания (3) - Венгрия (5) - Германия (1) - Дания (1) - Испания (1) | - Италия (8) - Куба (1) - Нидерланды (1) - Россия (2) - США (3) - Франция (209) - Швейцария (3) - Швеция (1) |

Эти страны участвовали в Играх, но МОК не числит эти страны в списке участников:
- Гаити (2)
- Иран (1)
- Перу (1)

Имена и гражданства 12 спортсменов неизвестны.